# Кинни, Эмма
Эмма Роуз Кинни (англ. Emma Rose Kenney; род. 14 сентября 1999, Манхэтен, США) — американская актриса, наиболее известна ролями в сериале «Бесстыжие» и появлением в ситкоме «Розанна» и его спин-оффе «Коннеры».

## Биография
Кинни родилась 14 сентября 1999 года в Нью-Йорке, США. Её мать Джиллиан Кенни — адвокат, а отец Кевин Кенни — спортивный комментатор. Кинни в возрасте 5 лет, начала посещать уроки актёрского мастерства и импровизации, совмещая вместе с этим футбол, гимнастику и фигурное катание. Обучалась в государственной школе Нью-Джерси.
Небольшой актёрский дебют Кинни состоялся в рекламном ролике Scholastic Books. В 2008 снялась в короткометражном фильме «Лира Лжец» и полнометражном direct-to-video «Горько-сладкий». В 2009 году актриса сняла свой собственный короткометражный фильм «Новенькая в городе», для съемки которого пригласила свою подругу Лианну Михан. Кинни стала самым молодым режиссёром, вошедшим в финал Международного кинофестиваля в Нью-Джерси в Университете Рутгерса.
В 2011 году Кинни исполнила главную роль Дебби Галлагер в сериале «Бесстыжие».  В 2013 году озвучила персонажа в мультфильме «Эпик». В сентябре 2017 было объявлено, что актриса появится в десятом сезоне сериала «Розанна». Однако сериал был закрыт после первого сезона и телеканал ABC заказал спин-офф «Коннеры» где Кинни исполнила ту же роль, что и в сериале «Розанна». В феврале 2018 года присоединилась к актёрскому составу фильма «Роберт — король Шотландии». В 2022 году исполнила роль в фильме «Найти Лайлу», «Убийство в Йеллоустон-Сити» и озвучила персонажа в мультфильме «Моя любовная связь с браком».
В июне 2023 года было объявлено, что Кинни исполнит роль в фильме «Взросление Гормана».

## Фильмография
| Год       |     | Русское название            | Оригинальное название        | Роль               |
| --------- | --- | --------------------------- | ---------------------------- | ------------------ |
| 2008      | кор | Лжец с лирой                | Lyre Liar                    | дочь               |
| 2008      | ф   | Горько-сладкий              | Bittersweet                  | Эмма               |
| 2009      | кор | (Не очень) гражданских союз | A (Not So) Civil Union       | юная Джо           |
| 2009      | кор | Три маленькие куклы         | Three Little Puppets         | Николь             |
| 2009      | тф  | Зеленые яблоки              | Green Apples                 | Эбигейл            |
| 2009      | тф  | Детский сад                 | Day Camp                     | Рози Риветт        |
| 2011      | с   | Подпольная империя          | Boardwalk Empire             | Айлеш Рохан        |
| 2011—2021 | с   | Бесстыжие                   | Shameless                    | Дебби Галлагер     |
| 2013      | мф  | Эпик                        | Epic                         | девочка с ноготок  |
| 2017      | кор | Бумажная тюрьма             | Paper Prison                 | рассказчик         |
| 2018      | с   | Розанна                     | Roseanne                     | Харрис Коннер-Хили |
| 2018—2024 | с   | Коннеры                     | The Conners                  | Харрис Коннер-Хили |
| 2019      | ф   | Роберт — король Шотландии   | Robert the Bruce             | Бриана             |
| 2021      | с   | Бесстыжие: Зал позора       | Shameless Hall of Shame      | Дебби              |
| 2022      | ф   | Найти Лайлу                 | Back to Lyla                 | Ребекка            |
| 2022      | ф   | Убийство в Йеллоустон-Сити  | Murder at Yellowstone City   | Ребекка Дэвис      |
| 2022      | мф  | Моя любовная связь с браком | My Love Affair with Marriage | Сарма              |
|           | ф   | Взросление Гормана          | Growing up Gorman            |                    |